# Осада Негрепелисса
Осада Негрепелисса — осада французскими королевскими войсками Людовика XIII гугенотского оплота Негрепелисса в 1622 году в рамках подавления гугенотских восстаний. Эта осада последовала за осадой Монтобана, в которой Людовик XIII не достиг успеха.
Город был захвачен после короткой осады, а все его жители были убиты, без различия пола и возраста, практически все женщины были изнасилованы, город разграблен и сожжен. Этот акт жестокости был вызван ложными утверждениями, что королевский гарнизон города был до того истреблен горожанами. Король приказал:
Я повелеваю тебе не давать пощады никому, кто шел против меня, и отнестись к ним, как они относились к другим.
Людовик XIII.